# Louisiana State Legislature

Die State Legislature tagt im Louisiana State Capitol

Die Louisiana State Legislature ist die State Legislature und damit die Legislative des US-Bundesstaats Louisiana und wurde durch die staatliche Verfassung 1812 geschaffen. Sie besteht aus dem Repräsentantenhaus von Louisiana, das als Unterhaus fungiert, sowie dem Senat von Louisiana als Oberhaus. Die State Legislature tagt im Louisiana State Capitol in Baton Rouge, das auch Sitz des Gouverneurs und seines Stellvertreters ist.
Das Repräsentantenhaus besteht aus 105 Mitgliedern, der Senat aus 39. Beide Kammern werden für vier Jahre gewählt. Der Wahltag fällt mit dem des Bundeskongresses zusammen.
Wählbar sind Bürger, die seit mindestens zwei Jahren in Louisiana und mindestens ein Jahr im entsprechenden Wahlbezirk leben. Das Mindestalter für beide Häuser beträgt 18 Jahre.
Die National Conference of State Legislatures (NCSL) ordnet die State Legislature von Louisiana als „hybrid“ zwischen einem Vollzeit- und einem Teilzeitparlament ein. Mit einer Vergütung von 16.800 USD pro Jahr und 161 USD pro Sitzungstag (2020) liegen die Abgeordneten im unteren Bereich der Staatsparlamentarier.